# Okeniella stackelbergi
Okeniella stackelbergi är en tvåvingeart som beskrevs av Gorodkov 1967. Okeniella stackelbergi ingår i släktet Okeniella och familjen kolvflugor. Inga underarter finns listade i Catalogue of Life.